# Masă moleculară
Masă moleculară (engl. molecular mass, molecular weight), denumirea veche a termenului fiind „greutate moleculară”, înseamnă suma maselor atomice din molecula unei substanțe. La săruri se vorbește despre o masă atomică după formula chimică a ionilor componenți.

## Masă moleculară absolută și relativă
Datorită valorilor numerice extrem de mici pentru exprimarea masei moleculare se preferă folosirea ca unitate de măsură, unitatea de masă atomică care este egal cu 1 u = 1,660 538 782 (83) · 10−27 kg și reprezintă prin definiție a 1/ 12 parte din masa izotopului 12C, exprimat în kg. Formula ei fiind
{\displaystyle u={M_{C} \over 12}}, unde M  12C reprezintă masa absolută a izotopului 12C (exprimat în kg).
Calculul masei moleculare a apei (H2O):
M = 18,015 g mol-1
NA = 6,022·1023 mol-1
mM = 18,015 g mol-1 / 6,022·1023 mol-1 = 2,9916·10-23 g.

## Legătura cumasa molară
Valoarea numerică a masei moleculare relative este egală cu valoarea numerică a masei molare exprimată în g/mol sau kg/kmol.